# Andrej Žarnov
Andrej Žarnov, vlastním jménem František Šubík (19. listopadu 1903, Kuklov – 16. března 1982, Poughkeepsie, New York, USA), byl slovenský básník katolické moderny, překladatel a lékař-patolog.

## Život
František Šubík se narodil v Kuklově, kde vychodil základní školu. Vyšší vzdělání získával v Skalici a Trnavě, kde také v roce 1923 odmaturoval. Po maturitě studoval v Bratislavě na lékařské fakultě Univerzity Komenského, titul MUDr. Získal v roce 1931. Vysokoškolská studia prožil na katolické koleji Svorad. První vědecké studie začal uveřejňovat v roce 1933 a celkem jich do roku 1937 publikoval čtrnáct. Slovenská vláda jej 15. března 1939 jmenovala profesorem patologické anatomie a přednostou Ústavu patologické anatomie lékařské fakulty Slovenské univerzity, tuto funkci zastával do 30. června 1945. V srpnu 1940 se zúčastnil schůzky slovenských intelektuálů sdružených okolo časopisu Gardista, kterou inicioval Milo Urban, a spolupodepsal manifest slovenského národního socialismu. V roce 1940 byl jmenován členem Státní rady. V té době byl přednostou patologické anatomie a kromě toho i obvodním lékařem v Trnavě. V roce 1942 se stal šéfem slovenského zdravotnictví, které bylo tehdy pouze sekcí ministerstva vnitra.

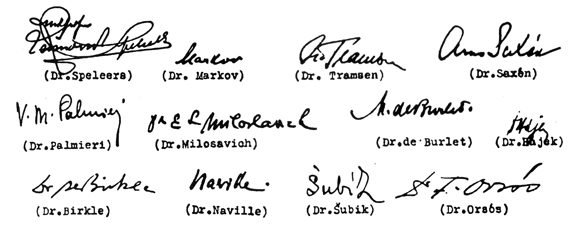
Šubíkův podpis na závěrečné zprávě mezinárodní komise vyšetřující Katyňský masakr

Koncem dubna 1943 se Žarnov musel jako lékař zúčastnit mezinárodního vyšetřování masových vražd v Katyňském lese, shromážděný důkazní materiál široce využívala tehdejší německá propaganda. Protože šlo o brutální stalinskou likvidaci tisíců polských důstojníků, což se po celé následující půlstoletí nejpřísnější tajilo a popíralo, Žarnov musel za svou veřejnou zprávu o válečných zločinech nést represivní důsledky po celý život (vězení, emigrace). Po zjištění otřesných faktů kolem vražd důstojníků, otevřeně varoval před sovětským bolševismem. Od té doby jeho občanské osudy dostávaly nebezpečný spád, od podzimu 1944 přímo hrozivý. Odmítal povstání a neuznával londýnskou vládu a setrval na platformě slovenské státnosti. Slovenská národní rada „doporučila rozsudek smrti pro 38 zločinců“, kterými se mysleli výlučně domácí spisovatelé. Ve jmenném seznamu, zcela na konci podle abecedního pořadí, se nacházelo i jméno Andreje Žarnova.
Ze Slovenska emigroval dvakrát, poprvé odešel 31. března 1945 údajně na výzvu Alexandra Macha do Kremsmünsteru a odtud do Altöttingu, odkud jej americké úřady 2. července vydaly do Československa, kde byl uvězněn. Po propuštění z bratislavského vězení byl nucen přijmout subalterní místo patologa v Trnavě, na kterém setrval až do druhé emigrace. Před komunistickou totalitou emigroval v roce 1952. I s finanční pomocí přítele a kolegy Prof. MUDr. Jana Fridrichovského emigroval v dubnu 1952. Promyšleně a utajeně, v pozdních večerních hodinách spolu se svou rodinou opustil své tehdejší bydliště v Trnavě a za krajně dramatických okolností přeplul na gumovém člunu i s rodinou přes řeku Moravu do Rakouska. Nejprve se zdržoval v Rakousku (1952), později v Západním Německu (1952–1953). V roce 1953 definitivně odešel do USA. Zde působil v letech 1955–1963 jako lékař v Cronswille State Hospital, později (1963-1974) v Harlem Valley State Hospital, Wingdale. V exilu působil ve více krajanských institucích a spolcích. Byl členem Spolku Slovenská spisovatelů, Slovenského ústavu, kulturní komise Světového kongresu Slováků a předsedou Spolku Slovenská spisovatelů a umělců v zahraničí.
Byl jeden z prvních profesorů patologie na Slovensku. V roce 1943 se jako člen mezinárodní komise soudního lékařství zúčastnil exhumací povražděných polských důstojníků v Katyňském lese a svou vědeckou analýzou potvrdil účast stalinského SSSR na masakru. V emigraci byl členem více vědeckých organizací, jako např. College of American Pathologists či American Medical Association.

## Tvorba
Začal uveřejňovat první básně (1922–23) v mariánském časopise Kráľovná svätého ruženca (Na obzore; Oj, idem; V Štedrý večer; Prosba). Křesťanským světonázorem se přibližoval ke katolické moderně a její stopy se objevovaly i v další tvorbě. Andrej Žarnov byl však básník, který by se svou tvorbou zapsal do dějin slovenské literatury spíše než autonomistický básník burcující lid, kdyby ho komunistická cenzura neodstranila ze slovenského literárního života nejméně na půl století. Svou dá se říci až agitační poezií ho někdo přirovnal k Majakovskému, jiní ho pojmenovali „básník biče“.
Celá sbírka Stráž pri Morave byla dokonce tématem jednání československého parlamentu v Praze, kde se Andrej Hlinka jako poslanec zastával Žarnovova díla, které bylo zčásti zabaveno spolu s básní Nástup otrávených a vydané zcenzurované. Všechny pasáže, které naznačovaly ideje slovenské autonomie, samostatnosti či kritiky tehdejších poměrů byly vynechány a až do roku 1940 nezveřejněny. Až za Slovenského státu vyšla sbírka v plném, necenzurovaném znění.
V mnoha svých básních reagoval na aktuální dění meziválečného a válečného období v střední Evropě, které střídají vlastní intimní náměty ze soukromého života.
Od skončení 2. světové války patřil v podstatě až do roku 1989 k zakázaným autorům, přesto se významně zapsal do dějin slovenské literatury. Spolu s Martinem Rázusa reprezentuje nejsugestivnější činy moderní poezie při vyklestění samostatných cest svého národa. Podobně jako Martin Rázus nebo Janko Jesenský je jedním z významných zakladatelů národně exponované politické lyriky. Kromě vlastní tvorby se věnoval i překladatelské činnosti, zejména z antické (Sofoklés) a polské poezie, mimo jiné přeložil také výběr z básní Karola Wojtyly (papež Jan Pavel II.) pod názvem Profily.
Své literární příspěvky, publicistické články, odborné články a studie také publikoval ve více periodikách na Slovensku (Vatra, Rozvoj, Elán, Kultura, Slovák, Slovenské pohledy, Nové Slovensko, Gardista aj.) i v emigraci (exilové časopisy Most, Slovák v Americe, Jednota, Svobodné Slovensko, Hlasy z Říma, Černákův odkaz a další).

## Ocenění
Za svou práci byl Andrej Žarnov vícekrát oceněn. Za vědecké úsilí cenou Diploma of the American Board of Pathologhy, za práci ve slovenském exilovém hnutí Národní cenou Světového kongresu Slováků a vyznamenáním Slovenského ústavu. Jeho verše zdobí pamětní desku na koleji Svorad věnovanou jeho řediteli Evženu Filkornovi, kterou v roce 1995 odhalil arcibiskup Ján Sokol. Čestné občanství města Trnava in memoriam za celoživotní literární dílo a osobní statečnost, Trnava 1. března 2009.

## Dílo

### Díla vydaná na Slovensku

#### Poezie
- 1925 – Stráž pri Morave (Bratislava)

Sbírka Stráž pri Morave. Bratislava, Unie 1925
Obsahuje: Stráž pri Morave. Na cmiteri. Milenke. Matko, dnes špartskou matkou buď. Otec mi umiera. „My nie sme národ“. Jeruzalem. Neznámi národ. Len tak ďalej. Bratovi za oceán. Pre teba. Čierny spev. „Maďarón“. Čo sa paprčíte?. Memento. Prísaha. Caterum autem censeo. Nezrodím otroka… Dohoda naša pošliapaná… Faloš a maska. Ste prepustený. Za čiapkou lístok dubový. Oheň horí, život kričí… Veľký rozsievač. Slovenským akademikom. Mojej krvi. Na prvého mája. Naša kliatba. V čiernych nociach. A či večne tak bude? Odkaz. Na karotke z veľkomesta. Slobode. Na Golgote. Zmŕtvychstanie. Zo zajtrajška rušiam. My mladí. Nik oheň nevybije. Rozbité sny. K mojim veršom.
- 1929 – Brázda cez úhory (Bratislava)

Brázda cez úhory. Bratislava, Unie 1929.
Obsahuje:
Na úhoroch. Mŕtva zem. Na rozcestí. Na iných poliach. Nad brázdou vyoranou.
- 1932 – Hlas krvi (Bratislava)

Hlas krve. Bratislava, Ústředí Slovenské katolického studentstva. 1932
Obsahuje: O ľuďoch bez mena: Červený prach. O ľuďoch bez mena. Zem. Živý prúd. Modrý úsmev. Ráno nad kolískou. Mrákavy. Šedý súmrak. Hučiace roky. Na slepej koľaji: Na slepej koľaji. Dni krvou krstené. Matka. Blúdenie. Krídla vo víchre: Spev krvi. Odkaz. Krídla vo víchre. Var. Nahnité dni: Nahnité dni. Priepasť. Odchod. Život. Chlieb. Kvas. Nad ránom: Prielom. Večná pieseň. Nad ránom. Po jarných búrkach. Zvonica krvi. Neobzeraj sa.
- 1940 – Štít (Bratislava)

Bratislava, Ján Horáček 1940
Obsahuje: Hodina úzkosti: V zajatí. Blen. Na rozlúčku. Úzkosť. Blúdenie. Hra v kocky. Čas. Priepasť. Výsmech. Vinobranie. V samote. Istota. Stretnutie. Útecha. Pred velebnosťou Zeme. Tichu. Na nábreží. Kvet. Vízia. Vavrín: Naša pieseň. Efeta. Hollý. Štúr. Bojovníci. Blíženci. Vajanský. Kukučín. Hviezdoslav. Černová. Bradlo. Rázus. Ostatné defilé. Patriarcha. Básnikovi. Ortieľ: Ortieľ. Sloboda. Smútok slovenského básnika. Pozdrav. Devín. Slovenská pieseň. Zradca. Šurany. Slovenské ráno: Vstaň, Pane z mŕtvych. Tatry. Nástup živých. List. Epilóg: Zaklínam.
- 1941 – Mŕtvy, sbírka vyjadřující smutek nad smrtí svého syna, kterého po smrti sám pitval (Bratislava)

Obsahuje: Pieseň. Úzkosť. Tvoja vina. Chce odísť. Odvievanie. Poznanie. Pieseň júnová. Usínanie. De profundis. Ľalia. Bez návratu. Po boji. Nikdy viac. Návšteva. Ticho. Mlčanie. Ďakujem. List jesenný. Epilóg.
- Báseň s názvem Synu nebyla do sbírky Mŕtvy zařazena, a zůstala zapomenutá v novinách:

Synovi

Na starej vetve nový kvet

maličký.

Ranu si musím pozastrieť

A novou piesňou znieť a znieť	

Jak večne sladké husličky.
Zas o šťastí tu smiechom hrať	

A zabúdať a spomínať

sen blízky i sen ďaleký	

a milovať a milovať	

Cez hory, slzy, úteky 	

naveky.

Až, až syn môj rokmi zavoniaš

jak kvietok májový,

spomeň si svoju smutnú stráž

spomeň si, jak slzou smiech i žiaľ 

Nad detskou hlávkou krvácal, 

Spomeň, jak bolo tatovi.

#### Překlady
- 1936 – U polských básníků (Martin)
- 1940 – Sofoklés: Antigona (Martin)
- 1941 – Sofoklés: Král Oidipus (Bratislava)
- 1948 – A. Mickiewicz: Poezie (Trnava)

### Díla vydaná v emigraci

#### Poezie
- 1978 – Presievač piesku (Řím); v roce 1993 vyšlo také v Martině

Obsahuje: Staré piesne: Slovenský žiaľ. Dohviezdno večerná. Pomiluj. Pod vavrín. Bolestná. Domovina. Uchom ihly. Bojovníkovi. Kvapka krvi. Z iných vavrínov: Thomas Gray: Elégia. Alfréd, Lord Tennyson: Ulyxes. E. A. Robinson: Temravé hory. Robert Frost: V lese za snežného večera. Federico García Lorca: Žalospev. Leopold Staff: Kyvadlo. Rabíndranáth Tagore: Sviatočná hudba večerná. Básnik. Ivan Krasko: Evening. Wallace Stevens: Snehuliak. Kruhy v piesku: Vidina. Kruhy v piesku. Svätvečer. Umierajúci Gal. Cikády. Podvečer. Popoluška. Lístoček do vetra. Púpava. Ticho. Oslík. Zákutie. Veľtok. Februárová. Postilión. Exitus. Tulák. Priateľ. Dobrý človek.

#### Překlady
- 1976 – Oscar Wilde: Vězeňská balada (Řím)
- 1978 – Dante Alighieri: Peklo (Cambridge)
- 1979 – A. Jawienn (Karol Wojtyla; Jan Pavel II.): Profily (Řím)